# Giuseppe Galletti

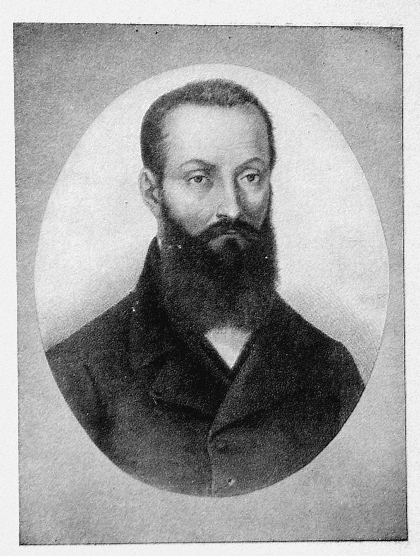
Giuseppe Galletti

Giuseppe Galletti (* 11. August 1798 in Bologna; † 26. Juli 1873 ebenda) war ein italienischer Patriot und Politiker, der zeitweise der päpstlichen Polizei vorstand. Vom 18. November 1865 bis 13. Februar 1867 saß der ehemalige Freiheitskämpfer in der Abgeordnetenkammer des Königreichs Italien.

## Leben
Nach seinem Jurastudium praktiziert der Sohn von Pietro und Anna Benassi in Bologna mit Erfolg als Anwalt. 1825 heiratet er Carlotta Mandini. Aus der Ehe gehen fünf Kinder hervor. In der Frühzeit des Risorgimento nimmt Galletti an Aufständen der Carbonari in seiner Heimat, der Emilia, teil. Als die Stadt Bologna 1831 gegen die päpstliche Restauration siegreich rebelliert – die Österreicher müssen ihre Garnison verlassen – wird Galletti Parlamentarier in den kurzlebigen Vereinigten Provinzen Italiens auf dem Territorium des Kirchenstaates. In den darauffolgenden dreizehn Jahren kämpft der Revolutionär gegen die österreichfreundliche Politik Gregor XVI., insbesondere gegen seine Justizreform. Nach 1838 mischt sich Galletti in die Vorgänge in der Romagna ein. Der Kirchenstaat unterdrückt dort die Liberalen mit Härte. Wegen Konspiration und auch der genannten Einmischung wegen wird Galletti am 1. Mai 1844 verhaftet und am 21. August 1845 von der päpstlichen Justiz zu lebenslanger Freiheitsstrafe verurteilt.
Am 1. Juni 1846 stirbt Gregor XVI. Die  Generalamnestie Pius IX. vom 17. Juli 1846 bringt dem Eingekerkerten die Freiheit. Der neue Papst übernimmt am 10. März 1848 Galletti als Polizeiminister in die Regierung des Kirchenstaates. Galletti bleibt bis zum 26. Dezember 1848 im Amt.
Am 9. Februar 1849 ruft Giuseppe Mazzini die Römische Republik aus. Galletti war zwei Tage zuvor zum Präsidenten der Konstituierenden Versammlung gewählt worden. Bereits am 21. Juli desselben Jahres muss der Präsident vor dem anstürmenden General Oudinot nach Sardinien fliehen. Galetti hatte im Juni 1849 persönlich in Velletri und an der Milvischen Brücke Rom vor dem schlagkräftig angreifenden französischen Expeditionskorps verteidigt. Leo IX., im Gaetaer Exil ausharrend, hatte die Truppe Napoleon III. ins Land gerufen.
Im November 1862 kehrt Galletti heim nach Bologna.
Am 26. Juli 1873 stirbt er in seiner Vaterstadt an einem Schlaganfall.

## Anmerkung
1. ↑  
Regierungszeit von Anfang Februar bis Ende März 1831.